# فهد الاحمد الجابر الصباح
فهد الاحمد الجابر الصباح (انگلیسی: Fahad Al-Ahmed Al-Jaber Al-Sabah; ۱۰ اوت ۱۹۴۵ – ۲ اوت ۱۹۹۰) سیاست‌مدار و نظامی اهل کویت بود. وی اولین رئیس فدراسیون هندبال آسیا از سال ۱۹۷۴ تا ۱۹۹۰ و اولین رئیس شورای المپیک آسیا از سال ۱۹۸۲ تا  ۱۹۹۰ بوده است. وی در جریان تهاجم عراق به کویت کشته شد.